# Anna Belknap
Anna Belknap (Damariscotta, 22 mei 1972) is een Amerikaanse actrice. Ze werd bekend sinds ze sinds het tweede seizoen deel uitmaakt van de cast van de televisieserie CSI: NY. Naast haar rol in CSI speelde ze ook kleine rolletjes in Law & Order: Special Victims Unit, Without a Trace, Medical Investigation, The Handler en nog andere Amerikaanse televisieseries.

## Trivia
- Belknap is een lid van de Rude Mechanicals Theater Company.
- Belknap is sinds augustus 2004 getrouwd. Het paar heeft een dochter en een zoon.